# C. Kumar N. Patel

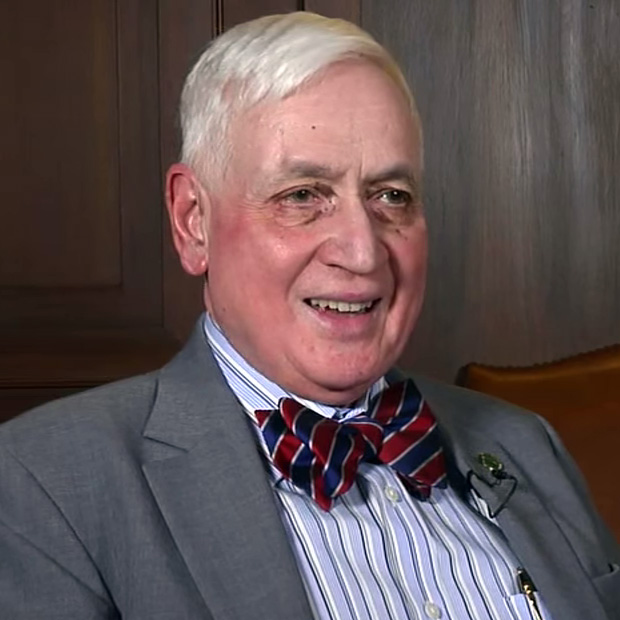
C. Kumar N. Patel

Chandra Kumar Naranbhai Patel (* 2. Juli 1938 in Baramati) ist ein indischer Elektroingenieur und Physiker, der sich mit Laserphysik beschäftigt und ein Pionier in der Entwicklung von Gaslasern war.

## Leben
Patel studierte an der University of Pune (Bachelor-Abschluss am College of Engineering Pune als Elektroingenieur in Telekommunikation 1958) und an der Stanford University, wo er 1959 seinen Master-Abschluss erhielt und 1961 als Elektroingenieur bei Dean Watson promovierte (über Mikrowellenelektronik). Ab 1961 war er an den Bell Laboratories, wo er den Kohlendioxidlaser und andere Gaslaser entwickelte. Ab 1967 leitete er dort das Infrared Physics and Electronic Research Department, ab 1970 das Electronic Research Department und 1976 bis 1980 das Physical Sciences Laboratory. 1985 bis 1993 war er auch im Board of Trustees der Muttergesellschaft ATT. 1993 wechselte er von den Bell Laboratories, wo er zuletzt Executive Director Research Materials Science Engineering and Academic Affairs Division war, zur University of California, Los Angeles, als Vizekanzler für Forschung. Seit 2000 ist er dort Professor für Physik.
Neben der Entwicklung des Kohlendioxidlaser 1964 (des ersten kontinuierlichen Lasers mit hoher Leistung, der zahlreiche Anwendungen fand) leistete er wichtige Beiträge zur Molekülspektroskopie, nichtlinearen Optik, Anwendung des Lasers in der Chirurgie, im Militär und bei der Detektion von Umweltverschmutzung (Anfang der 1970er Jahre mit Raman-Lasern). Er entwickelte auch früh abstimmbare Laser, zuerst mit Hilfe des Zeeman-Effekts bei Gaslasern, die allerdings praktisch nur begrenzt nutzbar waren, dann über stimulierte Raman-Streuung an einem Halbleiter in magnetischem Feld, womit Patel und Earl D. Shaw 1969 den ersten abstimmbaren Laser im Infrarotbereich entwickelten (spin flip Raman Laser, SFR-Laser), den Patel und Kollegen dann in der Untersuchung von Stoffen sehr geringer Konzentration in der Atmosphäre anwandten.
1998 erhielt er die Frederic Ives Medal, 1996 die National Medal of Science und 1988 den George E. Pake Prize der American Physical Society, deren Präsident er 1995 war. 1988 wurde er Ehrendoktor des New Jersey Institute of Technology. Er erhielt die Adolph Lomb Medal der Optical Society of America, den Zworykin Award der National Association of Engineers, die Ballentine Medal des Franklin Institute, die Lamme Medal der IEEE und 1989 die IEEE Medal of Honor. Er ist Mitglied der National Academy of Sciences (seit 1974), der American Academy of Arts and Sciences (seit 1976) und der National Academy of Engineering. Er ist auswärtiges Mitglied der Indian National Science Academy (1982) und der Third World Academy of Sciences.